# Oskar Juritko
Oskar Juritko (* 9. August 1889 in Gassen, Landkreis Sorau (Lausitz); † 4. Mai 1967 in West-Berlin) war ein deutscher Politiker (SPD).
Oskar Juritko besuchte in Rixdorf bei Berlin eine Volksschule und machte eine Lehre als Dreher. 1907 trat er der SPD bei. Ab 1929 war er Verwalter bei der Grundstücksverwaltung Berlin-Neukölln. Mit der „Machtergreifung“ der Nationalsozialisten 1933 wurde Juritko aus politischen Gründen entlassen und im folgenden Jahr in „Schutzhaft“ genommen. Ab 1939 konnte er bei der Tabakfabrik Martin Brinkmann AG Arbeit finden.
Nach dem Zweiten Weltkrieg arbeitete Juritko wieder als Grundstücksverwalter. Bei der ersten Berliner Wahl 1946 wurde er in die Stadtverordnetenversammlung von Groß-Berlin gewählt. Auch bei der folgenden Wahl 1948 wurde Juritko wieder gewählt, Ende 1950 schied er aus dem Parlament aus.